# Limnephilus cockerelli
Limnephilus cockerelli är en nattsländeart som beskrevs av Banks 1900. Limnephilus cockerelli ingår i släktet Limnephilus och familjen husmasknattsländor. Inga underarter finns listade i Catalogue of Life.